# Die Drei vom Pfandhaus
Die Drei vom Pfandhaus (Originaltitel: Pawn Stars) ist eine US-amerikanische Reality-TV-Serie, die sowohl in den USA als auch in Deutschland auf dem History Channel ausgestrahlt wird. Handlungsort der Serie ist das Pfandhaus Gold & Silver Pawn Shop in Las Vegas von Rick Harrison, seinem Vater Richard und seinem Sohn Corey.

## Handlung
Bei den Harrisons arbeiten drei Generationen zusammen: Richard Harrison, sein Sohn Rick und dessen Sohn Corey. Sie sind „Die Drei vom Pfandhaus“, die in ihrem Geschäft in Las Vegas mit allerhand sonderbaren Objekten konfrontiert werden. Manchmal ist es gleich offensichtlich, dass ihnen eine echte Rarität angeboten wird, andere Gegenstände fordern hingegen ihren ganzen Sachverstand, denn es bedarf eines geübten Blicks, um in der Masse der Artikel, die ihnen täglich ins Haus schneien, die Schätze zu entdecken.

## Hauptfiguren
Rick Harrison: Von 1988 bis 2018 betrieb er gemeinsam mit seinem Vater Richard das Pfandhaus in Las Vegas, seit 2018 tut er dies alleine. Er hat eine große private Vorliebe für Rock Music Memorabilien.
Richard Benjamin Harrison: Richard Harrison (1941–2018) gründete das Geschäft 1988 zusammen mit seinem Sohn Rick. Er wurde „Old Man“ („Alter Herr“) genannt und war bekannt für seine kleinen Nickerchen während der Arbeitszeit.
Corey Harrison: Genannt „Big Hoss“, ist der Sohn von Rick und der Enkel vom „Alten Herrn“. Schon als Kind trieb er sich im Laden herum. Eines Tages soll er die Geschäftsführung übernehmen.
Austin Russel: Genannt „Chumlee“, er ist der Kumpel von Corey und arbeitet auch im Pfandleihhaus. Er ist zwar nicht besonders clever, doch mit seiner liebenswert schrulligen Art auch immer wieder für einen Lacher gut. Er überrascht immer wieder mit viel Fachwissen zu exotischen Themen und er gehört mehr oder weniger zur Familie Harrison. Rick Harrison vergisst nie, ihm zum Geburtstag etwas zu schenken, Chumlee vergisst Rick Harrison aber auch nicht.

## Hintergrund
- Das Geschäft befindet sich am Las Vegas Boulevard an der Kreuzung Gass Avenue[1]
- Eigentlich sollte Chumlee in der Serie gar nicht auftauchen. Doch Corey hat ihn immer wieder dazu geholt und die Produzenten liebten ihn.[2]
- Das grüne Jim-Morrison-Gemälde, das man an einer Wand des Geschäfts sieht, wurde von Denny Dent gemalt.[3]
- Drei der Spezialisten, die in der Show immer wieder hinzugezogen werden, haben ihre eigenen Spin-offs: Rick Dale mit Rick der Restaurator, Danny Coker mit Die Werkstatt-Helden und Sean Rich mit Die Waffensammler.
- Die Staffeln 2009–2013 haben noch die originale Intro-Sequenz. Ab Mitte 2013 wird ein Instrumental von Lynyrd Skynyrd verwendet.
- Der offizielle Slogan des Pfandhauses ist „Make Rick Money!“[4]